# Histoire de la production du cuivre
Cette page relate l'histoire de la production du cuivre. Le cuivre fut, avec l'or, le premier métal utilisé par l'Homme. Disponible sous une forme native dans des régions accidentées, de nombreuses petites mines se sont anciennement développées. Dès la fin du Moyen Âge, quelques grands sites commencent à apparaître en Suède, au Tyrol, en Saxe et en Hongrie.
Très utilisé car facile à transformer, ce métal va peu à peu subir la concurrence du fer, avant d'être réhabilité par le développement au début du XXe siècle de l'électricité et du téléphone, qui incite les industriels à rechercher des gisements au Chili, en Zambie, en république démocratique du Congo puis en Indonésie.

## La production mondiale analysée par les glaciologues
L'analyse des dépôts successifs de cuivre dans 21 carottes glaciaires prélevées en 1990-1992, à Summit, au Groenland, dans le cadre d'un programme européen, a permis d'évaluer la production mondiale sur une période de 2 500 ans, allant de 1000 av. J.-C. jusqu'à la Renaissance, incluant les civilisations grecque et romaine,.
Les concentrations de cuivre ont commencé à s'élever au-dessus des niveaux naturels il y a environ 2 500 ans, pendant l'époque gréco-romaine, où elles sont en moyenne le double des concentrations naturelles. Elles se maintiennent à ce niveau au Moyen Âge, avant de monter rapidement à la révolution industrielle. Pendant l'ère médiévale, l'essentiel de la production provenait de Chine, et notamment pendant la dynastie Song du Nord (du Xe au XIIe siècle de notre ère) au cours de laquelle un deuxième maximum de production, proche de celui de l'époque romaine, a été atteint.
La courbe d'émissions de cuivre présente deux maxima d'environ 2 000 tonnes par an, à l'époque romaine et à celle de la dynastie Song du Nord. Un troisième, dix mille fois plus élevé, correspond à la production mondiale actuelle de l'ordre de 20 000 000 tonnes par an.

## L'âge du cuivre, un minerai facile à fondre
Alors que des objets en cuivre datant de 8700 av. J.-C. ont été retrouvés au Moyen-Orient, ou en Europe occidentale, l'âge du cuivre ou Chalcolithique, s'étend de 3 200 à 2 000 av. J.-C., suivant les régions (Italie, Suisse, Alpes, Cévennes, Espagne et Portugal).
Recueilli en faibles quantités, le cuivre natif est martelé puis fondu et moulé à 1 000 °C environ, pour des pièces de taille modeste, comme des poignards à soie et alênes. À l'est de la Méditerranée, l'artisanat du cuivre s'est diffusé depuis la mer Égée et le Danube. Sur la façade atlantique, l'or est la première production métallurgique dominante jusqu'à celle du bronze. Plus tard, entre -1800 et -1600, le mélange de l'étain et du cuivre donne naissance dans ces régions à la métallurgie du bronze. C'est le premier véritable âge des métaux, à l'origine de nombreux bouleversements plus profonds.

## Les mines romaines du Rhône, des Alpes, des Pyrénées et du Pays basque
Les Romains exploitèrent les gisements trouvés par les Étrusques en Toscane. L'exploitation des mines de cuivre pourrait avoir précédé celle des mines de fer à l'île d'Elbe, comme dans tant d'autres pays de l'Antiquité, comme l’indique un passage d'Aristote. On retrouve aujourd'hui encore, entre Porto Ferrajo et Marciana, des scories de cuivre éparses qui datent de l'époque des Étrusques.
Les Romains exploitaient le minerai de cuivre par lixiviation (procédé qui consiste à extraire les éléments solides par un liquide ou un solvant, l’eau étant un solvant). Ces gisements ne suffisaient pas. Ils durent aussi aller en Gaule.
Les mines de cuivre de Chessy ont été exploitées à l'époque romaine puis abandonnées, avant la reprise de l'extraction au XVe siècle, lorsqu'elles devinrent la propriété de Jacques Cœur. Les Alpes comptent d’autres mines de cuivre romaines, comme celle située à 2 200 mètres d’altitude, au-dessus du village de Saint-Véran, dans le Queyras, qui étaient exploitées dès l’âge du bronze (IIe millénaire av. J.-C.) sur le territoire de la commune.
Également en altitude, l'exploitation des mines de cuivre de Banca remonte aussi à l'Antiquité, dans la vallée de Baïgorry, dans la province historique basque de Basse-Navarre.
Les recherches archéologiques menées depuis 1997 ont montré qu'une mise en production des filons cuprifères de Banca eut lieu durant l'Antiquité, confirmant ainsi certains écrits du XVIIIe siècle relatant la découverte de monnaies romaines de la fin du Ier siècle av. J.-C. et des IIIe et IVe siècles apr. J.-C. Ces recherches ont en outre démontré la technicité des mineurs antiques et leur intelligence dans la poursuite et l'exploitation des zones minéralisées.
Le réseau minier antique de Banca s’intégrait à une région riche en travaux importants de la même époque, tels ceux d'Arditurri (à Oiartzun, en Guipuscoa), de Larla (Saint-Martin-d'Arrossa et Saint-Étienne-de-Baïgorry) exploités respectivement pour plomb-argent et fer. Ces sites miniers témoignent de l'intense prospection réalisée au cours de la présence romaine dans les Pyrénées Occidentales.

## Les mines suédoises et hongroises dominent le Moyen Âge
Au Moyen Âge, le cuivre est la matière première de l'artisanat et de la quincaillerie : ustensiles de ménages et de cuisine, appliques et poignées de porte, plaques pour toitures métalliques, alliage pour les monnaies, clous, chevilles et vis pour les navires. Il répond à tous les usages. Malléable, solide, facile à couler, s’alliant facilement à d’autres métaux, il remplace souvent le fer, plus compliqué à travailler.
Selon l'histoire des mines de Haute-Hongrie, la production de cuivre a occupé jusqu'à 30 000 personnes en Haute-Hongrie, région aujourd'hui slovaque, dont 10 000 pour les villes voisines de Špania Dolina et Banská Štiavnica, fondées en 748 sur les fortes pentes d'un volcan effondré, classée au Patrimoine mondial de l'UNESCO, qui fut en 1627 la première mine à utiliser la poudre à canon,.
Au XIIe siècle, des colons allemands, appelés plus tard les « Allemands des Carpates », s'installent et baptisent les deux villes « Schemnitz » et « Kemnitz ». En 1217, le roi André II de Hongrie y perçoit le produit de la vente de 75 kg d'argent, soit un huitième de la production annuelle du pays. L'exploitation des gisements d'or et d'argent attire une abondante main-d'œuvre de toute l'Europe centrale et deux églises romanes apparaissent dans les années 1230. Le sceau de la ville représente des marteaux croisés, pour l'activité minière. Le cuivre était un sous-produit de l'argent, séparé grâce à des techniques locales. La mine de cuivre de Herrengrunde, à 7 milles de Neufohl, exploitait de la pyrite cuivreuse riche.
En Suède, la mine de Stora Kopparberget, dite de Falun, en service depuis 1347, assure un tiers de la production mondiale de cuivre, évacuée grâce à la Hanse. Les mineurs allemands y sont aussi à l'œuvre dès le XIVe siècle. Le principal débouché du cuivre suédois est Lübeck, l'une des capitales de la coalition commerciale de la Hanse et premier marché du cuivre mondial.
Dans les années 1492-1494, les importations de cuivre suédois à Lübeck ont atteint un niveau exceptionnellement élevé (avec respectivement 2250, 2849 et 1806 Schiffspfund pour les trois années consécutives) alors que l'exportation de cuivre hongrois par le port polonais de Danzig et celui de Szczecin est en moyenne trois fois moins élevé : il s'élève en tout à 24 000 Zentner pour la période 1495 à 1504, soit en moyenne 600 Schiffspfund par an.
Après 1496, les mines suédoises ne peuvent maintenir le même rythme de production. Les éboulements catastrophiques de 1506 dans les mines de Falun sont peut-être dus à l'exploitation trop forcée de la période précédente. Le succès des mines suédoises dans les années 1490 a semble-t-il soutenu la demande de cuivre et encouragé la concurrence des mines de Hongrie et du Tyrol.

## Le Portugal exploite l'Afrique mais stimule la demande mondiale
Dans la seconde moitié du XVe siècle, la pénurie d'or, la chute de Constantinople et la rupture de la route des épices par l'Asie imposèrent la recherche d'autres voies pour le commerce des épices et l'or du Soudan et de l'Empire Monomotapa. Le Portugal est alors le mieux placé pour entrer en contact avec le mythique royaume du « prêtre Jean », souverain de l'Éthiopie.
L'Empire colonial portugais s'étend en 1483, quand Diogo Cão atteint l'embouchure du Congo. En 1488, Bartolomeu Dias dépasse le cap de Bonne-Espérance et Vasco de Gama arrive aux Indes en 1498. En 1491, les portugais demandent aux africains du cuivre mais n'obtiennent que du fer. La demande européenne fait affluer vers les côtes le cuivre natif africain, accumulé depuis des siècles, sous forme de bijoux (comme les manilles), en particulier celui de la région de Bokkemeale (vers l'actuelle Sibitili) et les portugais diffusent le cuivre, en même temps que l'argent, vers l'Inde et le Brésil, une bonne partie des côtes africaines devenant aussi importatrices.
En 1496, Manuel Ier du Portugal veut épouser la fille des rois d'Espagne, union conditionnée à l'expulsion des juifs portugais, actifs dans l'administration fiscale, l'artisanat, la médecine, l'astrologie, la cartographie, dont une partie devient de nouveaux chrétiens (conversos) et l'autre se réfugie à Anvers. Encore modeste, la ville devient une plaque tournante du commerce entre les colonies du Portugal et l'Europe centrale : les premières demandent du cuivre ou de l'argent, en échange d'épices, de bois et de cotonnades. Les Fugger, bien introduits car catholiques et banquiers de l'empire, vont vite s'emparer de ces échanges.
En 1505, Manuel Ier donna mission à Francisco de Almeida d'élever des forteresses pour défendre les feitorias (comptoirs commerciaux) déjà fondées en Inde, à Cannanore, Cochim et Quilon. À la tête d'une armada, il va s'approprier la côte orientale de l'Afrique et bâtir de nouvelles feitorias fortifiées à Sofala et Quiloa pour empêcher l'approvisionnement des Maures en or. La troisième tête de l'empire commercial, la Casa da Guiné, devenue en 1503 Casa da India, fut la Feitoria de Flandres, fondée en 1508 à Anvers, où les Portugais redistribuaient les marchandises d'Orient vers l'Europe du Nord. Dès 1509, 49 % du cuivre des Fugger sort à Anvers, contre 13 % à Venise, l'autre plaque tournante vers l'Asie. En 1503, ils n'exportaient que 24 % de leur cuivre par Anvers.

## Anvers et les banquiers allemands, commerce entre les Indes, le Tyrol et la Hongrie
Dès 1494, Jacob Fugger, l'un des banquiers-marchand allemand du XVIe siècle, s’associe avec le métallurgiste Jean Thurzo, dont le père avait acquis une fortune respectable dans le commerce du cuivre, pour prendre le contrôle de la plupart des mines de Hongrie. Son cuivre est commercialisé par Dantzig. Il entre en concurrence avec le cuivre venu de Suède, via Lübeck, l'un des ports principaux de la Hanse. Jacob Fugger négocie des accords pour surveiller la sécurité des approvisionnements vers Venise puis Anvers, où les souverains catholiques du Portugal et de l'Espagne voient en lui un intermédiaire plus fiable que les expatriés juifs. En 1504, les Fugger, les Welser et les Hochstetter traitaient avec Emmanuel le Fortuné pour obtenir le droit d'aller en Afrique et dès 1505 envoyèrent trois vaisseaux à Calicut en Inde, d'où viennent les cotonnades.
Les ventes des Fugger progressent rapidement de 1495 à 1513 (70 000 Zentner soit 3 500 tonnes au total pour les années 1510-1513). Elles diminuent ensuite, pour se stabiliser entre 1520 et 1540 à un niveau moyen de 10 000 Zentner par an, le même que dans les années 1507-1510. Anton Fugger et son fils Jacob Fugger contrôlent aussi le gisement de cuivre et d'argent de Schwaz (Tyrol), à une vingtaine de km à l'est d'Innsbruck, où travailleront jusqu'à 11 000 ouvriers et d'où sort 85 % de l'argent mondial. On extrait alors 25 tonnes de cuivre par an à partir d'un minerai à 5 % de cuivre, en évacuant l'eau grâce à une immense roue à aubes en bois. Près de 4 000 m de galeries sont creusées sur 5 niveaux. Rapidement, Schwaz frappa sa propre monnaie, le thaler (d'où le mot dollar tient sa source), pièce d'argent qui s'imposa comme la principale monnaie en Europe.
La fortune des Fugger s'accroît de 54 % entre 1511 et 1527, selon Fernand Braudel. À la mort de Jacob Fugger, elle fut scrupuleusement estimée à 1,60 million de florins, dont 0,38 million pour les marchandises en stock, principalement du cuivre, 0,4 million pour les créances sur les princes, ou encore 0,15 million pour les immeubles à Augsbourg, Anvers, et Rome, Jacob Fugger ayant tissé un réseau de succursales à travers l'Europe.
Les prix du cuivre sont fermes pendant tout le XVIe siècle, malgré les mines de Hongrie et du Tyrol. Les quelques prix tyroliens recueillis au milieu du siècle sont plus élevés que ceux des années 1530, malgré l'énorme stock de cuivre détenu par les Fugger en 1546. Les archives suédoises n'ont pas de statistiques d'exportation en volume avant 1549, qui auraient permis de mieux mesurer leur réaction, sous Gustave Ier Vasa. Les Fugger profitent de leur statut de banquier de l'empire espagnol et tentent de construire un cartel du cuivre avec l'autre famille de banquiers d'Augsbourg, celle de Bartholomé Welser, mais se heurtent à une fin de non-recevoir.
L'accès aux routes maritimes du Nord, requise par les Fugger pour les cuivres hongrois et tyroliens, génère des démêlés avec Lübeck, vendeuse du cuivre suédois. Le premier accrochage sérieux se produit en 1511 quand les Lubeckois, près de Bornholm, saisissent du cuivre appartenant aux Fugger, épisode qui se termine en 1512 par une « retraite tactique » de Jacob Fugger devant l'agitation menée contre les monopoles.
Les Fugger tentent d'élargir leur empire au Nord mais sans succès: en 1541 une mission menée en Norvège conclut que les gisements de cuivre y sont peu intéressants. En Suède, Gustave Vasa, méfiant, refuse l'autorisation de visiter ses mines.
Avec l'exploration des Amériques, en particulier lorsque Potosí est fondée en 1545 pour exploiter la mine d'argent proche, s'amorça le déclin des mines de Schwaz, devenues moins rentables, et celui des Fugger. Venise a trouvé alors le moyen d'attirer l'argent américain, via Cadix, d'autant plus que le krach de 1555 a affaibli les Fugger. La production du cuivre est alors pénalisée car coupée des circuits commerciaux de l'argent, d'autant plus que la dépréciation de l'argent est mise à profit par Gênes pour concurrencer Anvers, selon Fernand Braudel.

## Le cuivre suédois devient monnaie puis billet de banque
Les pièces de monnaie suédoises du XXe siècle sont en argent ou en bronze, mais au XVIIe siècle, le pays frappait aussi des dalers (Thaler) de cuivre pur, à une parité de 150 pièces par skeppund de 149,6 kg. Le XVIIe siècle fut la période de plus forte production de cuivre en Suède, causant en 1687 de graves éboulements. La marine anglaise consomme du cuivre et du fer lors de son expansion des années 1650. Entre 1620 et 1650, les exportations de fer de la Suède ont triplé, pour atteindre 17 500 tonnes par an. Entre 5 000  et   10 000 Wallons émigrèrent en Suède, dont beaucoup de protestants. Le Wallon réfugié à Amsterdam Louis De Geer (1587-1662) se lie avec Guillaume de Bèche, Liégeois qui exploite depuis 1595 les forges de fer de Nyköping et Finspång, en faisant venir des Wallons exilés aux Pays-Bas.
À partir de 1626, la Compagnie néerlandaise des Indes orientales s'installe au sud du Japon, qui concurrence le cuivre suédois sur le marché monétaire d'Amsterdam. Pour maintenir la parité du cuivre avec la rixdale d'argent, Stockholm forge dès 1644 le platmynt, ou kopparplätmynt, qui pèse 19,7 kg, vaut 10 dalers d’argent et mesure 30 centimètres sur 70. Une autre plaque, valant deux dalers et pesant plus de 3 kg est émise en 1655.
Le stock de plaques permet de réguler la production de cuivre, alors en forte hausse, encouragée pour financer l'effort de guerre, la Suède entrant dans la guerre de Trente Ans. Après la conquête des provinces baltes en 1630, Gustave II Adolphe de Suède poursuivit l'œuvre de Gustave Ier de Suède (Gustav Vasa) : il répondit aux appels des protestants allemands tout en négociant avec la France (traité de Barwald du 23 janvier 1631). Son armée, bien entraînée et équipée (hakkapélites) balaye les troupes de l'Empereur et descend jusqu'en Danube. Mais l'intensification de l'extraction cause des éboulements en 1640.
La princesse Christine de Suède, convertie au catholicisme en 1654, abdique en faveur de son cousin le 6 juin 1654, mettant fin à la dynastie des Vasa. Le 30 novembre 1656, le négociant hollandais d'origine lettone Johan Palmstruch, arrivé en Suède en 1649, reçoit le privilège royal de fonder la Banque de Stockholm, ayant de facto un statut public, car la moitié des bénéfices revenait à l’État, la banque prélevant les droits de douane et les accises.
De 1660 à 1697, Charles XI de Suède multiplie les réformes financières. Dès 1660, le cuivre est dévalué de 17 % par rapport au « daler » (thaler) d’argent : les nouvelles plaques pèsent moins lourd. La banque fut harcelée de clients les réclamant, pour les revendre au prix du métal. Palmstruch demanda l’autorisation d’émettre des billets de crédit ou kreditsvedlar, convertibles en plaques de cuivre. Un arrêté royal interdit l’émission aux personnes sans dépôt et définit plusieurs monnaies, les riskdalers, les dalers d’argent et les dalers de cuivre, 76 coupures différentes étant fournies. Une première émission eut lieu en 1661. Les billets les plus connus sont ceux de 1666, nommés Palmstruchers. Ce furent les premiers billets de banque à circuler en Europe.
Fondée en 1668 et reprenant le monopole de Johan Palmstruch, la Banque de Suède, devint la plus ancienne banque centrale du monde, après celle de Hollande (1609). Après une période de stabilité monétaire (1664- 1672), la guerre fit augmenter et l'inflation et affaiblit ce papier- monnaie. La Suède fit ensuite appel au baron de Goertz, qui fabriqua en 1715 des mynttec-kens, monnaies « de convention », contenant 1 % de cuivre et censées circuler pour 32 sols, malgré une valeur intrinsèque d'un demi-sol. Il émit aussi des billets remboursables à vue et garanties par la banque. La chute du système de Goertz entraîna celle de l'absolutisme en Suède.

## Les mines de cuivre de Chessy et de Sain-Bel
Dans la région lyonnaise, les Mines de cuivre de Chessy et de Sain-Bel se développent dans la seconde moitié du XVIIIe siècle, sous l'impulsion de Gabriel Jars, le père de l'ingénieur-chercheur Gabriel Jars. Deux fonderies sont créées dont l'une en 1748 et une usine de transformation, mais de nombreuses « discussions d'intérêt », sur le droit minier, freinent l'expansion. En 1755, un grand four de raffinage est construit, pour cinquante quintaux de cuivre noir de Chessy (Rhône) et de Sain-Bel au lieu de 2 à 3 dans l'ancien four. Entre 1776 et 1789, Gabriel Jars met en œuvre une nouvelle méthode pour économiser le combustible et la production totale atteint 150 tonnes par an de minerai «dont la qualité a été reconnue égale à celle des meilleurs cuivres de Suède ». Profitant de cette nouvelle méthode, les effectifs des mines du Lyonnais progressent rapidement en treize ans : ils sont de 158 personnes en 1765, puis de 180  à   200 salariés de 1778 à 1783.

## L'Angleterre, devant le Tyrol, la Hongrie, la Scandinavie et la Russie
Les découvertes de gisements significatifs sont encore rares au XVIIIe siècle, car seule la frange est du Canada et des États-Unis est alors colonisée, tandis que l’Australie vient à peine d’être découverte. Sur les 9 000 t de cuivre produites annuellement dans le monde, les trois quarts viennent du sud du pays de Galles. Ce progrès de la production anglaise n'a pas été continu : la production anglaise naît le 19 septembre 1567, avec le savoir-faire d’ouvriers allemands, mais stagne à des niveaux très bas. L'essor de l’extraction coïncide avec un acte du Parlement en 1688, qui restreint le privilège royal des mines contenant du cuivre, de l'étain, du fer et du plomb aux seules mines dont le minerai contient également de l’argent ou de l'or.
En Espagne, on exploite déjà en Andalousie, la mine de Rio Tinto, située à la frontière du Portugal, près de la rivière Rio Tinto, qui donnera son nom à une multinationale anglo-allemande en 1873 dirigée par la Matheson's Matheson and Company (Londres). En attendant, elle produit avant cette date, à peine une quinzaine de tonnes par an, contre vingt tonnes au Mexique espagnol, dans les provinces de Valladolid et de Guadalajara, ainsi que vers le nord, dans le futur Nouveau-Mexique.
En 1808, le cuivre provient alors surtout de l'est et du nord de l'Europe, avec 6 000 tonnes en Angleterre, 1 100 en Suède et 600 pour l’ensemble Russie-Norvège. Le Tyrol se maintient à 3 200 tonnes et la Hongrie à 2 000 tonnes, auxquels on peut ajouter 600 tonnes de cuivre de Saxe, soit un total d’environ 6 000 tonnes pour ces trois zones de l’est de l'Europe. À eux dix, les premiers producteurs mondiaux extraient en 1808 moins de 15 000 tonnes par an, soit l’équivalent de seulement trois jours de la production chilienne de 2009.

Principe de la « méthode galloise », procédé secret mis au point pendant la Révolution industrielle. Gardé secret, il assure aux Gallois la suprématie de la production de cuivre. Au XIXe siècle, l'épuisement des mines corniques et les progrès de la chimie rendent ce savoir-faire obsolète.
Le traitement du minerai durait 22 semaines.

Le XVIIIe siècle en Angleterre vit l'exploitation du cuivre l'emporter sur celle de l'étain, la fonte du minerai étant effectuée sur place. Au début du XIXe siècle, la Cornouailles était le premier producteur mondial de métal rouge, employant un homme de la région sur trois. La fonte fut ensuite effectuée dans les bassins houillers, où s'étaient installés les premiers entrepreneurs de la fonte britannique.
En Angleterre, en 1810, près de 150 machines à vapeur sont consacrées au cuivre, permettant à 9 000 ouvriers de descendre jusqu'à 400 mètres de profondeur. Près de six mille tonnes par an arrivent de Cornouailles, d'Anglesey et d'Irlande, amenés par mer à Swansea, dans le comté de Glamorgan, pour y être fondus dans les usines du pays de Galles, au milieu des mines de charbon du pays de Galles, alors en plein essor. Le XVIIe siècle a vu l’expansion de matériaux concurrents, en particulier la fonte au coke d’Abraham Darby et les poteries fines et colorées de Josiah Wedgwood.
En Hongrie, une école des mines est fondée en 1735 à Banská Štiavnica (en allemand Schemnitz), que la reine Marie-Thérèse Ire transforme en 1762 en Académie, la première du genre. La ville comptait 24 000 habitants au XVIIIe siècle contre 10 000 aujourd'hui.
Les sites de Goumechefski et Touria, dans l’Oural russe, fournissent alors respectivement 100  et   200 tonnes par an, à égalité avec la principale mine norvégienne, qui extrait 300 tonnes. Le voisin suédois ne produit alors plus que 1 100 tonnes, dont 600 pour la principale mine du pays, celle de Falun, dont la production a été divisée par onze par rapport à ses sommets historiques, à la suite d'éboulements en 1640, et à l’épuisement progressif du gisement au cours du siècle, le gouvernement ayant poussé la production lors de la guerre de Trente Ans puis dans la période d'émission de billets de banque convertibles en cuivre, précédant la création en 1668 de la Banque de Suède.
En 1690, le savant suédois Christopher Polhem avait inventé un monte-charge destiné à remonter et à transporter le minerai dans les galeries, par un chariot sur crémaillère, remplaçant la traction à câbles, mû par l'énergie d'une roue à aubes. Le roi Charles XI lui demanda de moderniser Falun, accélérant l'épuisement du gisement.

## Le cuivre américain

### La conquête de l'Ouest
Le développement des mines de cuivre dans le monde pousse à la baisse les cours à Londres, au cours de chacune des cinq premières décennies du XIXe siècle : 160 sterling la tonne sur la première, puis 130 sterling, 101 sterling, 94 sterling et 88 sterling sur la période 1841-1850. De 1885 à 1887, le prix du cuivre atteint un bas historique, sous les 50 £ la tonne, malgré une forte demande attisée par les progrès de l'électricité et du téléphone. À ces cours, les mines de cuivre canadienne, australienne et américaine restent compétitives et poursuivent leur expansion. L'année 1857 est en particulier le point d'inflexion d'une nouvelle vague de baisse des cours mondiaux.
Dès 1841, la commission géologique du Québec identifie plus de 500 gisements dans les Cantons-de-l'Est (Québec). La mine Capelton, creusée au pic et à la pelle en 1863, est profonde de 1 500 mètres. Une grande mine à ciel ouvert émerge au même moment à Cobar, en Nouvelle-Galles du Sud, en Australie à 711 km au nord-ouest de Sydney.
L'ouest américain est le plus gros contributeur à la hausse de la production mondiale, grâce au Pays de Cuivre de la Péninsule de Keweenaw, dans le Michigan, au sud du Lac Supérieur, découvert dès l’époque de l’intendant du Québec, Jean Talon. En 1837, le nouvel État du Michigan confie une revue annuelle du sous-sol au géologue Douglass Houghton, explorateur de la péninsule de Keweenaw. Sa 4e édition déclenche un rush minier. Les terres achetées aux indiens sont revendues à une centaine de compagnies minières, dont la Lake Superior et la Pittsburgh and Boston Copper Harbor Mining Company qui verse dès 1849 un dividende de 10 dollars, puis 2,5 millions de dollars en dix ans, soit 22 fois sa valeur initiale. C'est la plus productive des États-Unis de 1845 à 1854. La Minesota Mining Company, prend le relais jusqu'en 1862. La Calumet et Hecla, présidée par le français Alexander Emanuel Agassiz, multiplie par six sa production, pour assurer à elle seule la moitié du métal rouge américain à partir de 1871. L'action dépassera mille dollars, peu avant la panique de 1907. Les mines voisines estiment que le gisement se prolonge vers l'ouest, en biais, à une profondeur d'au moins 800 mètres, et creusent en 1882 les cinq puits de la Tamarack Mine, à une profondeur moyenne de 1 400 mètres, l'un d'eux dépassant 1 600 mètres, avec d'importants profits dès 1887. Des immigrés de Finlande, Suède, Allemagne et des Cornouailles s'installent pour travailler au sein de ces mines dans les dernières décennies du XIXe siècle pour produire 40 % du cuivre américain en 1880, avant le déclin des années 1920.
Phelps Dodge, fondée en 1834, a investi dès 1880 dans les riches gisements de cuivre de l'Arizona, à Clifton et Bisbee, deux villes-champignon. En 1875, un prospecteur du nom de Hugh Jones visita la région, à la recherche de gisements d'argent, mais ne trouva que du minerai de cuivre, qui intéressa deux ans plus tard un éclaireur de la cavalerie américaine, John Dunn. Un autre prospecteur, George Warren profita de son absence pour raisons militaires, puis perdit sa concession au jeu. Dès 1878, le minerai était si riche qu'il était expédié à Benson pour prendre le train à destination de la Pennsylvanie. La petite agglomération située en plein désert de l'Arizona atteint un pic de 35 000 habitants. Phelps Dodge s'installe aussi en 1880 dans la mine de Morenci, tout proche de Clifton, autre ville-champignon de l'Arizona, en concurrence avec sa future filiale l'Arizona Copper Company, et envoie en 1881 son ingénieur James Douglas à Bisbee.
L'expansion américaine dépasse alors celle du Chili, pourtant doté lui aussi de formidables gisements. En effet, la production de cuivre y baisse de moitié pendant la Guerre du Pacifique, avant de s'interrompre presque complètement pendant la guerre civile : les mineurs chiliens ne peuvent poursuivre leurs investissements.

### Les États-Unis détrônent le Royaume-Uni

Basculement de la production de cuivre, de la Grande-Bretagne vers les États-Unis. L'épuisement des gisements a contraint les Anglais à travailler avec des minerais importés, jusqu'à ce que les Américains les supplantent avec des minerais locaux et des méthodes modernes.

À la fin du XVIe siècle, la Grande-Bretagne produit 75 % du cuivre mondial, essentiellement issu des mines corniques, mais ses riches gisements s'épuisent. En 1800, le minerai anglais titre plus de 9 % de cuivre. Il en contient encore plus de 6 % vers 1880, mais il est épuisé. À la même époque, le minerai américain, très abondant, contient en moyenne 3 % de cuivre. La prépondérance anglaise se maintient brièvement : vers 1870, elle en produit encore, selon Paul Louis Weiss, plus de la moitié du cuivre mondial, mais avec des minerais importés de toutes les parties du globe, principalement du Chili, d'Espagne et d'Allemagne. En effet, les procédés mis au point, comme le four à réverbère ou la flottation par moussage, sont tenus secrets et consolident le monopole anglais. Bien que les secrets de la méthode galloise viennent d'être éventés par la chimie moderne, les fondeurs gallois parviennent à s'entendre pour maintenir les prix à ce niveau jusqu'au début des années 1870. Mais à partir de cette date, l'expansion rapide de l'extraction du cuivre en Amérique du Nord enlève aux métallurgistes anglais leur vieille prépondérance. En effet, l'apparition de procédés nouveaux, comme le grillage sur sole tournante, le procédé Manhès-David ou l'électrolyse, remettent en cause les méthodes des fondeurs gallois :
« Satisfaire l'énorme demande actuelle en métal aurait été impossible avec les vieilles méthodes et les fours traditionnels. Le plus fort stimilus à l'adoption de ces procédés nouveaux ou modifiés a été le basculement des principaux centres de production, des plus vieux et convervateurs vers les nouveaux centre émergents de l'ouest, où, [alimentés] d'un flux toujours croissant -et presque illimité- d'approvisionnement en minerai disponible, et libérés de la nécessité de prendre en compte les investissements déjà consentis dans de vieilles usines, les hommes […] ont pu développer leurs idées avec originalité et énergie. »
— Donald M. Levy, Modern copper smelting
En 1873, les Américains du Nord deviennent les premiers producteurs de cuivre du monde. En 1881, l'Anaconda Copper est créée dans le Montana par Marcus Daly, financé George Hearst, le père magnat des médias William Randolph Hearst, un ancien comme lui du Comstock Lode. Il fait venir une ligne de chemin de fer vers l'énorme gisement après avoir racheté les autres concessions. De 1892 à 1903, c'est le premier producteur mondial de cuivre, faisant la fortune de la petite ville-champignon de Butte. La ville fantôme de Gleeson nait en 1900 dans le comté de Cochise (Arizona) et prospère lors de la Première Guerre mondiale, puis s'éteint dans les années 1930. Avec Bisbee, Clifton et Jerome Junction, l'Arizona rattrape le Pays de Cuivre puis le Montana, pour représenter un tiers du cuivre américain en 1910, lorsque les États-Unis produisent 56 % du cuivre mondial.
En 1909, Alfred Miller découvre du minerai de cuivre à Murdochville (Gaspésie), dans la rivière York. Le géologue A. M. Bell entreprend des sondages pour la société canadienne Noranda qui, en 1938, estime les réserves des monts Copper et Needle à 19,6 millions de tonnes, d’une teneur de 0,93 % et embauche un millier de mineurs. De telles teneurs sont très faibles, mais grâce à la mise au point de procédés hydrométallurgiques, les minerais sont enrichis jusqu'à de teneurs de quelques pourcents avant d'être traités économiquement par les méthodes classiques.

## La grande spéculation de la Société des métaux en 1887-1889

Cours du cuivre au London Metal Exchange, pendant le corner sur le cuivre.

Le corner sur le cuivre de 1887 est organisé alors que la production mondiale est d'environ 250 000 tonnes par an et que le cours mondial est jugé trop bas. Cette déprime attribuée au cartel américain qui exporte à bas prix ses surplus. L’achat de quantités énormes par un « cartel du cuivre » est organisée par le directeur de la Société des métaux, l'industriel Eugène Secrétan, qui a fait de cette société très innovante le leader mondial de l'industrie du cuivre et a offert, en 1885, la couverture en cuivre de la statue de la Liberté.
En 1887, il découvre que les stocks mondiaux de cuivre ne sont plus que de 40 000 tonnes et que les cours sont tombés sous les 36 livres sterling la tonne. Il se nantît d'une soixantaine de millions pour contrôler les stocks, internes avec l'aide d'un groupe de financiers. En trois mois les cours remontent à 84 livres la tonne. Puis il noue une alliance avec les producteurs anglais, américains, suédois et espagnols, qui lui assurent trois ans de production et l'équivalent de l'offre mondiale, soit 540 000 tonnes. Cette vaste opération a pour but de revendre les stocks et la production, au compte-gouttes et au prix fort. Le tout est mis en garantie auprès des créanciers. Le cours du cuivre passe à environ 1 000 francs la tonne en décembre, deux fois plus élevé qu'en octobre. La Société des métaux réalise en 1888 une augmentation de capital de 37,5 millions de francs pour faire face au gonflement de ses stocks et de son besoin de financement d'exploitation.
Mais les cours du cuivre ayant doublé, les utilisateurs restreignent leurs achats ou récupèrent de vieux cuivres meilleur marché. De nouveaux producteurs apparaissent rapidement, dans le Montana, aux États-Unis, et au Chili. Eugène Secrétan tente d'acheter ce surcroît de production, mais ses stocks sont si élevés que les banques finissent par lui refuser les crédits nécessaires. Début mars 1889, le cours du cuivre s'effondre, et avec lui les actions de la Société des métaux et
celles du Comptoir national d'escompte de Paris. Le 5 mars 1889 est marqué par le suicide de son patron Eugène Denfert-Rochereau, frère de Pierre Philippe Denfert-Rochereau et la ruée des déposants dans les agences du Comptoir national d'escompte de Paris. La nouvelle de sa mort se répand lors d'un bal de l'Opéra. À huit heures du matin le lendemain, la place de l'Opéra est noire de monde.
Eugène Secrétan réussi à impliquer massivement le Comptoir national d'escompte de Paris dans cette spéculation, à hauteur de 130 millions de francs gagés sur des warrants, avec l’accord du président du conseil d'administration Édouard Hentsch, associé de Hentsch frères, et administrateur de la banque Paribas qui participe aussi au cartel. Rue Rougemont, au siège de la banque, 3 050 porteurs sont réunis à l'annonce de la faillite, pour retirer leurs fonds, et sont servis, pour un total de 35 millions.
La Banque de France accepte de prêter cent millions de francs, l'équivalent de dix milliards d'euros d'aujourd'hui (0,5 % du PIB) à la demande du gouvernement, alerté par le ministre des finances Maurice Rouvier. Elle demande en échange la remise de son portefeuille, et un engagement de 20 millions de francs des autres banquiers. Les cours de la banque sont divisés par dix. Puis, la Banque de France organise la liquidation amiable du Comptoir national d'escompte de Paris, en avril, un mois avant le début de l’Exposition universelle de Paris, en exigeant que des administrateurs contribuent financièrement, sur leurs fortunes personnelles, plusieurs d'entre eux étant poursuivis en correctionnelle pour faux bilans et accaparement (monopole).

## La production mondiale en 1913, avant la première guerre mondiale
Entre 1900 et 1956, alors que la production du plomb est multipliée par 2,6, celle du zinc l'est par 6, et celle du cuivre par 7, même si c'est loin de celle de l'acier, multipliée par 11,7 et surtout de celle de l'aluminium, qui croît dans le rapport de 1 à 432. En 1913, les États-Unis restent dominants, comme l'a montré une étude qui a pris pour base la production des trente minéraux les plus importants en 1913, donnant les principales régions extraction et leur importance relative.

## Le métal de la quincaillerie devient celui de la construction

### Anticiper la mondialisation
Les progrès de la métallurgie de l'acier ont freiné la production de cuivre dès la fin du XVIIIe siècle, l'acier prenant sa place pour les usages dans la quincaillerie. Mais les inventions de l'électricité puis du téléphone, la rapide mise en œuvre des découvertes de Thomas Edison et Graham Bell vont relancer la demande de métal rouge, pour fabriquer fils et câbles. La recherche de nouveaux gisements est relancée. Elle bénéficie du développement des empires coloniaux. Ces investissements sont encouragés par la frénésie spéculative qui maintient très élevés les cours mondiaux jusqu'en 1929, contribuant à une bulle boursière. Mais la production subit ensuite un coup d'arrêt majeur après le Krach de 1929.
Lancée dans les années 1910, la production congolaise ne décolle qu'à la fin des années 1920, à peu près au même moment que celle de la Zambie, qui est alors un protectorat anglais. Les riches gisements s'étendent de part et d'autre de la chaîne montagneuse qui sépare les deux pays. Les années 1920 voient aussi se concrétiser les efforts entrepris depuis les années 1910 pour développer la production au Chili. Dans chacune de ces trois zones, les ingénieurs anglais jouent un rôle moteur, avant de devoir s'effacer progressivement devant les compétences locales.
Plus tard, à partir des années 1990, le cuivre devient le métal symbole de la croissance en Chine, pour fabriquer fils et câbles, en particulier pour construire immeubles et maisons, après avoir été celui du peuplement rapide des États-Unis et de l'exode rural en Europe au début du XXe siècle.

### Nouveaux procédés

Évolution des teneurs en cuivre des minerais exploités.

Contrairement à la sidérurgie, qui a eu accès à des gisements de plus en plus riches au cours du XXe siècle, avec des teneurs en fer supérieure à 50 %, l'extraction du cuivre, s'est faite à partir de gisements de plus en plus pauvres. Même en allant le chercher dans des pays où la demande est quasiment inexistante, la richesse du minerai de cuivre extrait baisse continuellement, sa teneur en métal passant de 3 % au début du XXe siècle à 0,6 % au début du XXIe siècle,. L'innovation et le maintien de la rentabilité se sont donc focalisés sur les étapes amont de prétraitement du minerai. L'hydrométallurgie, naissante au début des années 1920, devient incontournable au cours du XXe siècle, jusqu'à constituer la majeure partie de la métallurgie extractive du cuivre. Ainsi, au début du XXIe siècle, la pyrométallurgie, pourtant intrinsèquement énergivore, ne représente plus que 10 % de l'énergie nécessaire à toute l'extraction du cuivre.

Évolution des procédés utilisés dans la métallurgie extractive du cuivre, par rapport au nombre de fonderies les utilisant dans le monde.

Pour autant, des progrès sensibles sont réalisés dans la pyrométallurgie. En 1944, au lendemain de la Seconde Guerre mondiale, Outokumpu, une petite entreprise finlandaise de production de cuivre, se voit privée par l'Armistice de Moscou des barrages qui l'alimentaient en électricité. Contrainte d'innover, elle invente et industrialise en 5 ans un vieux rêve de chercheur : la fusion autogène des minerais sulfureux de cuivre. Ce procédé, appelé fusion flash, « souvent citée comme une innovation de rupture, une des plus marquantes du XXe siècle » provoque la disparition rapide des fours à réverbère, polluants et gourmands en combustible. Quelques années plus tard, en 1952, le géant mondial du nickel, le canadien Inco industrialise un four de fusion flash plus efficace et bien adapté à la métallurgie du cuivre, fonctionnant à l'oxygène pur. Mais le four d'Outokumpu, qui bénéficie d'une stratégie d'exportation agressive, se généralise au détriment de son rival. Il accélère l'expansion des concurrents aux mineurs américains, qui avaient jadis eux-mêmes profité d'innovations qui remettaient en cause la suprématie anglaise.

## La lente montée en puissance du cuivre au Congo belge
Les gisements de cuivre et de plomb de la vallée du Niari sont connus depuis fort longtemps et exploités par les habitants bien avant l'époque coloniale. Ils extrayaient et raffinaient le cuivre des mines de Boko-Songho, de Mindouli et le plomb provenant de la mine de plomb de M'Fouati jusqu'au début du XXe siècle. Les premières études remontent à Péchuel-Loesche (1876-1886), professeur à l'Université d'Iéna, qui dressa une carte. En 1879, Pierre de Brazza, lors de son premier voyage de pénétration vers le Pool, visita les mines du Niari. Par la suite, les missions se succédèrent afin de déterminer les richesses en cuivre de la région.
Dans la région du Bassin du Congo, l’Union minière du Haut Katanga (UMHK) est créée le 28 octobre 1906 par une association entre les propriétaires des concessions de cuivre : le nouvel État indépendant du Congo (EIC), la Compagnie du Katanga, et l'homme d'affaires Robert Williams, propriétaire de la société The Tanganyika Concessions Limited. La Société générale de Belgique apporte les fonds de roulement. La nationalisation du 2 janvier 1967 fera de l'ensemble la Générale des carrières et des mines, Gécamines.
Lors de ses premières années, l'UMHK souffre de problèmes d’approvisionnement en combustible, de difficultés de trésorerie, et de conflits causés par la prééminence des Anglais dans la direction. En 1910, le chemin de fer relie Élisabethville (Katanga), au port de Beira au Mozambique, en traversant la Rhodésie du Nord (Zambie). En 1909 commence la construction d’une usine de traitement des minerais, approvisionnée en 1912 par les charbonnages de Wankie en Rhodésie du Sud (Zimbabwe). La production du cuivre passe de 2 500 tonnes en 1912 à 7 400 en 1913 puis 19 000 tonnes en 1920 et 43 000 tonnes en 1922. Parallèlement, dès 1923, l’Union minière est le premier producteur de radium au monde et, dans une certaine mesure, contribua en 1944 à l'élaboration des premières bombes atomiques.
La crise de 1929 fait passer la production de l’UMHK de 139 000 tonnes en 1930 à 54 000 en 1932. Elle rebondit ensuite à 122 650 tonnes en 1939. La main-d’œuvre africaine, passe de 8 500 en 1919 à 17 200 en 1929, recrutée en Rhodésie puis dans d’autres régions du Congo (Lomami, Kasaï, Maniema) et au Rwanda-Urundi.
À partir de l'été 1952, les cours mondiaux de la plupart des métaux non-ferreux se retournent, à l'exception de ceux du cuivre, qui sont dopés par la décision de supprimer une taxe à l'importation. Du coup, les cours du cuivre à New York passent brutalement de 27,7 cents à 35 cents la livre.
Grâce à la fermeté des cours du cuivre à l'après-guerre, l’UMHK produit 280 043 tonnes en 1959 (8 % de la production mondiale), puis 296 000 tonnes, en 1962 après l’indépendance de la République démocratique du Congo le 30 juin 1960. Elle produit aussi 8,431 tonnes de cobalt, 117 778 tonnes de concentrés de zinc, 2 110 tonnes d’uranium, 13 643 kilos de germanium, 148 tonnes d’argent.
De 318 478 tonnes à la nationalisation de 1967, la production de cuivre atteint 476 033 tonnes en 1986, l'année de son point culminant, malgré la bataille de Kolwezi de 1978, qui voit intervenir la Légion française. L’effondrement d’une partie de la mine de Kamoto en septembre 1990, les ravages causés par le Sida, la chute des cours du cuivre entre 1990 et 1993 puis la guerre civile qui a précédé le renversement en 1997 de Mobutu Sese Seko par Laurent-Désiré Kabila ont entraîné une division par dix de la production.

## La Zambie, frontalière du Congo et portée par la présence du rail
Frontalière de la République démocratique du Congo, la province du Copperbelt (ceinture de cuivre) et ses villes de Kitwe, Ndola et Mufulira, fut l'épine dorsale de l'économie de la Rhodésie du Nord, devenue Zambie à l’indépendance en 1964. Dès l’époque bantoue, l'exploitation des mines de cuivre contribua à forger des relations entre les tribus et des pièces en cuivre servant au commerce furent alors utilisés dans les échanges.
À partir de 1891, le territoire, brièvement appelé Zambézie du Nord était administré par la British South Africa Company (BSAC) de Cecil Rhodes qui élimine la traite des esclaves et décide en 1911 la fixation des frontières, la zone devenant un protectorat anglais en 1923. De 1904 à 1909, la BSAC rallonge la ligne de chemin de fer de Bulawayo jusqu'au Congo belge pour desservir les mines de Kabwe et du Katanga, sans avoir pris conscience de la richesse de la copperbelt, voyant avant tout la Rhodésie du Nord comme une réserve de main-d'œuvre. Peu de blancs s’y établirent.
Lors de la Seconde Guerre mondiale, les ouvriers européens des mines de cuivre zambiennes prirent conscience de leur importance stratégique et obtinrent des avantages sociaux après une grève. En 1946, les mineurs fondèrent le premier syndicat d’ouvrier noirs. La BSAC accepta en 1949 de transférer 20 % de ses revenus au gouvernement, et de renoncer à tous ses droits miniers à horizon 1986. En 1953 est fondée la ville de Kalulushi, à 1,260 mètres d'altitude, dont le principal employeur est la ZCCM (Zambia Consolidated Copper Mines).
En 1962, l'ANC de Nkumbula remporte les élections et s'allie avec l'UNIP de Kenneth Kaunda qui en 1964 remporte les élections générales largement, reléguant les dix élus de Nkumbula dans l'opposition avec les dix députés blancs et proclame le 24 octobre l’indépendance de la Zambie.
Les premiers mois sont marqués par des rivalités ethniques entre les Lozis, qui s’estiment lésés, et les Bembas, majoritaires, et des grèves se multiplient dans les mines. Une route et une voie ferrée vers le Congo permettent les liaisons avec Lubumbashi.
Chez le voisin zaïrois, en 1966, le gouvernement nationalise l’Union minière du Haut Katanga, Kenneth Kaunda, président de la Zambie, pays auquel le cuivre procure près de 90 % de ses devises, faisait passer sous contrôle de l’État, en août 1969, les deux principales sociétés étrangères (Anglo-American Corporation et Roan Selection Trust-Amax).
C'est en 1970 que le pays enregistre le plus haut niveau de production, avec 684 000 tonnes de cuivre, qui s'est considérablement réduite après la chute des prix du cuivre en 1973 et en 1986, après une dévaluation de 70 %, des émeutes de la faim dans la ceinture de cuivre faisaient 25 morts et 150 blessés. C'est en 2000 qu'on enregistre le plus bas niveau de production de cuivre, avec 249,300 tonnes, soit une baisse de 64 % en trente ans.
La production de cuivre de la Zambie est revenue à un niveau de 600 000 tonnes environ en 2006.

## Le Chili, géant du cuivre dès les années 1920, leader mondial depuis 1970
La mine de Chuquicamata était exploitée par des mineurs artisanaux avant la guerre de 1875 avec la Bolivie, qui voit le Chili annexer une partie du Pérou et cette région du désert d'Atacama, mais sans la développer. Débute alors la « fièvre de l'or rouge » (La Fiebre del Oro Rojo), qui voit Chuquicamata se couvrir de petites mines, jusqu'à 400, dans une espèce de camp désorganisé, le code minier de 1873 ne permettant de les séparer. La capture de Calama lors de la guerre civile de 1891, qui entraîne la confiscation des mines appartenant aux loyalistes, complique les droits de propriétés. Les villes-champignon de Punta de Rieles, Placilla de Banco Drummond, sont gangrénées par le jeu, l'alcool et la prostitution, ce qui obligera l'armée à intervenir en 1918. Parallèlement, Georges de la Bouglise fonde en 1899 la Société des mines de cuivre de Catemu, au capital de 5 000 000 francs, qui a son siège social à Bruxelles et des bureaux à Paris au 50 boulevard Haussmann. Elle acquiert dès sa création la mine de cuivre d'El Soldado, dans la province d'Aconcagua, à 145 kilomètres au nord de Santiago du Chili, et reconstruit le port de Valparaiso après le séisme de 1906. Forte de ses usines de fonte de la « Poza » et de « Melon », elle a produit environ 16 000 tonnes de cuivre en 1903 puis 40 000 tonnes d'une teneur de 4,5 % en 1908.
L'ingénieur américain William Bradley, qui a développé une nouvelle méthode pour exploiter des minerais à faible teneur rencontre en 1910 l'industriel Albert C. Burrage, qui a envoyé des ingénieurs à Chuquicamata. En avril 1911, ils commencent à racheter les nombreuses mines concurrentes opérant sur le site, en s'associant avec l'anglais Duncan Fox y Cia. Les frères Guggenheim apportent des capitaux après avoir estimé les réserves à 690 millions de tonnes, pour une teneur en cuivre modeste, de 2,58 %. Grâce au procédé hydrométallurgique de l'ingénieur Elias Anton Cappelen Smith, ils créent la Chile Exploration Company (Chilex) en janvier 1912 et rachètent pour 25 millions de dollars la part d'Albert C. Burrage. Des machines à vapeur sont acheminées par le canal de Panama, un port et une usine sont bâtis à Tocopilla, à 90 miles à l'ouest, puis un aqueduc pour acheminer l'eau des Andes.
La production démarre le 18 mai 1915 et passe de 4 345 tonnes la première année à 50 400 tonnes en 1920 puis 135 890 tonnes en 1929, avant la Grande Dépression. À la fin des années 1950, les trois premières mines de cuivre du Chili sont Chuquicamata, El Salvador, et El Teniente, les deux premières appartenant à l'Anaconda Copper company, qui rachète Chuquicamata en 1922.
La loi chilienne de 1955 crée un « bureau du cuivre », sous le président Carlos Ibáñez del Campo, transformé le 25 janvier 1966 en Copper Corporation of Chile (Codelco) sous le président Eduardo Frei Montalva. Le 11 juillet 1971, le président Salvador Allende nationalise les mines. L’Anaconda Copper reçoit une compensation de 250 millions de dollars du gouvernement militaire chilien en 1973, tandis que le 1er avril 1976, un décret du général Augusto Pinochet en définit le statut, avec 10 % des bénéfices alloués de droit chaque année à l'administration militaire.
En 1973, la « simple valeur des exploitations et des installations nord-américaines pour l'extraction du cuivre chilien, dépassait selon les estimations celle de n'importe quel bien américain nationalisé de par le Monde au cours des dix dernières années », affirme alors l'écrivain et poète chilien Armando Uribe. Une étude de la banque d'affaires américaine Goldman Sachs de janvier 2006 a estimé la valeur de la Codelco dans une fourchette de 24,5  à   27,5 milliards de dollars.

## XXIesiècle

### L'évolution des grands producteurs mondiaux sur la décennie 2010
L'évolution des grands producteurs mondiaux sur la décennie 2010 reste dominée par un trio de tête, composé de la Chine, du Japon et du Chili, selon les statistiques compilées par Arcadia, déclinaison africaine du Rapport Cyclope.
| Production mondiale de cuivre raffiné, en millions de tonnes | 2014 | 2015 | 2016 |
| Chine                                                        | 7,7  | 8    | 8,4  |
| Chili                                                        | 2,7  | 2,7  | 2,6  |
| Japon                                                        | 1,6  | 1,5  | 1,6  |
| États-Unis                                                   | 1,1  | 1,1  | 1,2  |
| Russie                                                       | 0,9  | 0,8  | 0,9  |
| Inde                                                         | 0,8  | 0,8  | 0,8  |
| Allemagne                                                    | 0,7  | 0,7  | 0,7  |
| Zambie                                                       | 0,4  | 0,4  | 0,4  |

Grâce aux mines géantes de la Cordillère des Andes, qui couvrent très largement ses besoins nationaux en cuivre, le Chili est de très loin le premier exportateur mondial.
| Exportation mondiale de cuivre raffiné, en millions de tonnes | 2014 | 2015 | 2016 |
| Chili                                                         | 2,48 | 2,62 | 2,43 |
| Zambie                                                        | 0,51 | 0,31 | 0,45 |
| Japon                                                         | 0,50 | 0,54 | 0,57 |

## Les grandes périodes de l'économie mondiale
- La très forte croissance mondiale des années 1830 interrompue par la Panique de 1837.
- La très forte croissance mondiale des années 1850, interrompue par le Krach de 1857.
- La longue dépression 1873 à 1896 dans le sillage de la Crise bancaire de mai 1873.
- La forte croissance mondiale des années 1900, interrompue par la Première Guerre mondiale.
- La très forte croissance mondiale des années 1920, interrompue par le Krach de 1929.
- Grande dépression des années 1930 dans le sillage du Krach de 1929.
- La forte croissance mondiale des années 1945 à 1974, interrompue par le Premier choc pétrolier.